# Winebagowie
Winebagowie (nazwa własna Ho-Chunk, ang. Winnebago) – plemię Indian Ameryki Północnej z siouańskiej rodziny językowej, które pierwotnie zamieszkiwało rejon dzisiejszego Green Bay w stanie Wisconsin.
Język Winebagów był niemal identyczny z dialektami trzech innych siouańskich plemion – Oto, Iowa i Missouri, ale sposobem życia bardziej przypominali oni swoich algonkiańskich sąsiadów. W języku Sauków i Lisów nazywano ich „Ludem znad Brudnej Wody”, co sprawiło, że osadnicy przezywali ich czasem „śmierdzielami”.
Winebagowie walczyli po stronie brytyjskiej podczas wojny o niepodległość Stanów Zjednoczonych i podczas wojny roku 1812, zaś w wojnie Czarnego Jastrzębia opowiedzieli się po stronie Sauków i Lisów. Po tych wojnach przyjęli pokojową postawę.
W latach 1825 i 1832 zmuszeni zostali do odstąpienia swych terytoriów na południe od rzek Wisconsin i Fox oraz do udania się do rezerwatu na zachód od rzeki Missisipi. Nazwa ich przetrwała w nazwie jeziora w Wisconsin, hrabstw w stanach Iowa, Illinois i Wisconsin, a także miejscowości w Illinois, Minnesocie, Nebrasce i Wisconsin.